# Pierre Joseph Benoit du Buis
Pierre Joseph Benoist du Buis est un homme politique français né le 14 mars 1817 à Couzeix (Haute-Vienne) et décédé le 25 juin 1897 au Buis (Haute-Vienne).
Propriétaire terrien, il n'a pas d'antécédents politiques quand il est élu représentant de la Haute-Vienne, en 1871. Il siège au centre-droit. Il quitte la vie politique à la fin de son mandat, en 1876.

## Sources
- « Pierre Joseph Benoit du Buis », dans Adolphe Robert et Gaston Cougny, Dictionnaire des parlementaires français, Edgar Bourloton, 1889-1891 [détail de l’édition]